# Solar dos Metelos
O Solar dos Metelos, também conhecido como Torre dos Metelos e Torre Solar dos Metelos, localiza-se em Freixeda do Torrão, na atual freguesia de Freixeda do Torrão, Quintã de Pero Martins e Penha de Águia do município de Figueira de Castelo Rodrigo, no Distrito da Guarda, em Portugal.
Trata-se de um solar seiscentista construído em pedra, à moda dos solares da Beira Alta. É famoso pela sua rubusta e rude torre. Está classificado como Imóvel de Interesse Público desde 1977.

## História
A rústica torre remonta ao século XV, provavelmente em adição ao primitivo paço. Segundo a tradição local, afirma-se que o seu primeiro proprietário seria o caldeireiro do rei, pois a pedra de armas exibe duas caldeiras. Historicamente, entretanto, é de época posterior, pois tal proprietário seria da família Metelo, morgados de Valongo, condição instituída em 1357 por Sanches Martins e sua esposa Maria Domingues Martins.
Dois séculos mais tarde foi construído o actual solar, que conta uma sucessiva acumulação de acrescentos e alterações nos remates do casario e da torre e na disposição perpendicular dos pináculos piramidais.
No início do século XIX, no contexto da Guerra Peninsular, quando as redondezas foram devastadas pelas tropas napoleónicas sob o comando de Jean-Andoche Junot, André Masséna e Nicolas Jean de Dieu Soult, devido ao seu isolamento, o solar não conheceu o destino de muitos outros na região, sendo tão somente ignorado. Neste momento, inclusive, foi-lhe acrescentada uma janela, datada de 1808.
No século XX o rústico paço foi vendido, cerca de 1930, a Francisco António Mexedo Pinto Bordalo, a Aires de Beirão e a Diogo Américo de Beirão, que abateram, no interior do casarão, a antiga capela de Nossa Senhora da Esperança, onde, segundo a tradição, as parturientes acendiam velas em sinal de promessa. Demolido foi, igualmente, o arco que sustentava o passadiço que dava acesso à ala norte do palácio. Foram, juntamente com estas modificações, feitas várias remodelações no interior do paço, o que incluiu a decoração, por iniciativa de Diogo de Beirão.
Actualmente de propriedade privada, é utilizado como residência de uma família.

## Características
A edificação é constituida por uma torre de planta quadrada, com os ângulos marcados por pináculos piramidais coroados por esferas, que sobressaem tanto quanto a porta principal em arco recto que ostenta a seu lado a pedra de armas dos Metelos. A torre sustenta pequenos varandins com mata-cães, que se podem dizer ex libris do solar.
Um passadiço, cuja entrada frontal forma um arco de volta perfeita, dá acesso ao solar.
O paço tem três pisos, todos de pavimento de madeira e ligados entre si por escadas de madeira.